# Élections fédérales canadiennes de 1917
L'élection fédérale canadienne de 1917 se déroule le 17 décembre 1917 dans le but d'élire les députés de la treizième législature à la Chambre des communes du Canada. Il s'agit de la treizième élection générale depuis la confédération canadienne de 1867. Qualifiée d'« élection la plus amère de l'histoire du Canada » par l'historien Michael Bliss, il s'agit essentiellement d'une confrontation sur la question de la conscription. Le Parti unioniste du premier ministre sir Robert Borden est élu avec une forte majorité, ainsi qu'avec le plus grand pourcentage du vote populaire pour un parti unique dans l'histoire du Canada.

## Contexte
L'élection précédente avait eu lieu en 1911 et avait été remportée par les conservateurs de Borden. Sous la loi électorale canadienne, le Canada aurait dû avoir une élection en 1916. Toutefois, citant l'urgence de la Première Guerre mondiale, le gouvernement retarde l'élection dans l'espoir de former un gouvernement de coalition, comme c'est le cas au Royaume-Uni.
Wilfrid Laurier, chef du Parti libéral du Canada, refuse de se joindre à la coalition à cause de la conscription. La conscription reçoit une forte opposition au Québec, bastion du Parti libéral. Laurier était inquiet que la province abandonnerait les libéraux, et peut-être le pays également, s'il acceptait de se joindre à la coalition de Borden. Ce dernier va cependant de l'avant et forme son gouvernement « unioniste », et le Parti libéral se déchire sur la question. Plusieurs députés libéraux canadiens-anglais, ainsi que les partis libéraux des provinces anglophones, appuient le gouvernement unioniste.
Afin d'assurer la victoire de la conscription, Borden adopte deux lois pour influencer le vote en faveur du gouvernement. La première, la Loi des élections en temps de guerre, enlève le droit de vote aux objecteurs de conscience et aux citoyens canadiens né dans des pays ennemis et naturalisés après 1902. La loi accorde également le droit de vote aux épouses des militaires. Ainsi, l'élection de 1917 est la première élection fédérale où certaines femmes ont le droit de voter. La deuxième loi est la Loi des électeurs militaires qui permet aux soldats en mission à l'étranger de choisir la circonscription dans laquelle leur vote serait comptabilisé. Ceci permet au gouvernement de diriger les soldats, fortement en faveur de la conscription, à voter dans les circonscriptions où ils seraient les plus utiles.
Peu après l'adoption de ces mesures, Borden convainc une faction de libéraux (utilisant le nom libéral-unionistes) ainsi que Gideon Decker Robertson, décrit comme un sénateur « travailliste » (bien que non affilié avec aucun parti travailliste) de se joindre à son Parti conservateur, formant le gouvernement unioniste en octobre 1917. Il dissout ensuite la législature afin de briguer un mandat dans l'élection qui oppose les candidats du gouvernement, qui se présentent sous la bannière du Parti unioniste, contre la faction anti-conscription du Parti libéral qui se présente sous le nom de « Libéraux de Laurier ».
Ce débat déchire le pays sur les lignes linguistiques. Les libéraux remportent 82 sièges, dont 62 au Québec et de nombreux autres au pays dans des circonscriptions comptant un nombre élevé de francophones. Les unionistes remportent 153 sièges ; les trois sièges unionistes au Québec sont tous dans des circonscriptions majoritairement anglophones.

## Résultats

### Pays
|                                                                                |                                   |                 |                |        |        |         |           |         |         |
| Parti                                                                          | Parti                             | Chef            | # de candidats | Sièges | Sièges | Sièges  | Voix      | Voix    | Voix    |
| Parti                                                                          | Parti                             | Chef            | # de candidats | 1911   | Élus   | % Diff. | #         | %       | % Diff. |
|                                                                                | Gouvernement (Unioniste)1         | Robert Borden   | 211            | 131    | 153    | +16,0 % | 1 070 694 | 56,93 % | +8,90 % |
|                                                                                | Opposition (Libéraux de Laurier)1 | Wilfrid Laurier | 213            | 85     | 82     | -3,5 %  | 729 756   | 38,80 % | -7,02 % |
|                                                                                | Travailliste                      |                 | 22             | 1      | -      | -100 %  | 34 558    | 1,84 %  | +0,91 % |
|                                                                                | Opposition-travailliste           |                 | 8              | *      | -      | *       | 22 251    | 1,03 %  | *       |
|                                                                                | Indépendant                       |                 | 5              | -      | -      | -       | 12 023    | 0,64 %  | -0,15 % |
|                                                                                | Libéral indépendant               |                 | 2              | *      | -      | *       | 7 753     | 0,41 %  | -       |
|                                                                                | Inconnu                           |                 | 12             | -      | -      | -       | 3 773     | 0,20 %  | -1,78 % |
|                                                                                | Non-Partisan League               |                 | 3              | *      | -      | *       | 2 863     | 0,15 %  | -       |
| Total                                                                          | Total                             |                 | 476            | 221    | 235    | +5,9 %  | 1 880 702 | 100 %   |         |
| Sources: http://www.elections.ca — Historique des circonscriptions depuis 1867 |                                   |                 |                |        |        |         |           |         |         |

Notes :
* N'a pas présenté de candidat lors de l'élection précédente.
1 % diff. pour Gouvernement comparé au Parti compositeur dans l'élection de 1911, et pour Opposition comparé au Parti libéral.

### Par province
| Parti                                 | Parti                   | Parti         | C-B  | AB   | SK   | MB   | ON   | QC   | N-B  | N-É  | ÎPE  | YK   | Total |
| ------------------------------------- | ----------------------- | ------------- | ---- | ---- | ---- | ---- | ---- | ---- | ---- | ---- | ---- | ---- | ----- |
|                                       | Gouvernement            | Sièges :      | 13   | 11   | 16   | 14   | 74   | 3    | 7    | 12   | 2    | 1    | 153   |
|                                       | Gouvernement            | Voix (%) :    | 68,4 | 61,0 | 74,1 | 79,7 | 62,3 | 24,7 | 59,4 | 48,4 | 49,8 | 54,3 | 56,9  |
|                                       | Opposition              | Sièges :      | -    | 1    | -    | 1    | 8    | 62   | 4    | 4    | 2    | -    | 82    |
|                                       | Opposition              | Voix (%) :    | 25,6 | 30,6 | 23,4 | 20,3 | 32,1 | 73,4 | 40,6 | 45,5 | 50,2 | 45,7 | 38,8  |
| Sièges totals                         | Sièges totals           | Sièges totals | 13   | 12   | 16   | 15   | 82   | 65   | 11   | 16   | 4    | 1    | 235   |
| Partis n'ayant remporté aucun siège : |                         |               |      |      |      |      |      |      |      |      |      |      |       |
|                                       | Travailliste            | Voix (%) :    | 5,6  | 0,8  |      |      | 2,3  | 0,3  |      | 6,1  |      |      | 1,8   |
|                                       | Opposition-travailliste | Voix (%) :    |      | 5,0  | 2,6  |      | 1,2  |      |      |      |      |      | 1,0   |
|                                       | Indépendant             | Voix (%) :    |      | 0,5  |      |      | 1,2  | 0,5  |      |      |      |      | 0,6   |
|                                       | Libéral indépendant     | Voix (%) :    |      |      |      |      | 0,8  | 0,5  |      |      |      |      | 0,4   |
|                                       | Inconnu                 | Voix (%) :    | 0,4  |      |      |      | 0,1  | 0,7  |      |      |      |      | 0,2   |
|                                       | Non-Partisan            | Voix (%) :    |      | 2,2  |      |      |      |      |      |      |      |      | 0,2   |